# Citronella macrocarpa
Citronella macrocarpa är en järneksväxtart som beskrevs av Hürlim. Citronella macrocarpa ingår i släktet Citronella och familjen Cardiopteridaceae. Inga underarter finns listade i Catalogue of Life.